# ジムノート (S655)
ジムノート（フランス語：Gymnôte, S 655）は、フランス海軍の通常動力型潜水艦。潜水艦発射弾道ミサイルの実験用潜水艦として建造された。艦名はデンキウナギ目に由来し、19世紀末に登場した全電動推進潜水艦「ジムノート」にちなむ。

## 建造までの経緯
1950年代後半期、フランスは原子力推進潜水艦の建造を計画し、1955年に建造番号「Q244」を起工した。Q244には、天然ウランを燃料として利用する加圧重水型炉の搭載が予定されていたが、当時のフランス産業界では船体に収まるサイズでの実用炉を生産できず、1958年に本計画は中止に至る。1960年代初期、フランス政府は独自の核抑止力を構築するために潜水艦発射弾道弾の開発を決定したことに伴い、船台上で建造断念された「Q244」の船体が、4基のミサイル発射筒を装備する潜水艦として再利用・再設計された。

## 艦歴
「ジムノート」は、建造番号Q251としてDCNシェルブール工廠で建造され、1963年3月17日に起工して1964年3月17日に進水し、1966年10月17日に就役する。
就役後の1968年にM1ミサイルの発射実験に成功する。その後、M1ミサイルはル・ルドゥタブル級原子力潜水艦に配備される。さらに新型のM4ミサイルの試験を可能とするため、1977年から1979年にかけて大規模な改修工事が実施された。現役間の試験実射の回数はM1、M2、M20、M4を含めて100回を超え、ミサイルだけでなく弾道ミサイル潜水艦用の誘導・慣性航法装置の試験にも従事した。
20年の現役間は洋上で1,521日を過ごし、164.220海里を航海し、完全潜水時間は4,754時間に達した。
1986年に退役し、1990年にサン＝ナゼールで解体される。